# Xã Bern, Quận Athens, Ohio
Xã Bern (tiếng Anh: Bern Township) là một xã thuộc quận Athens, tiểu bang Ohio, Hoa Kỳ. Năm 2010, dân số của xã này là 572 người.